# 고든 쿠퍼

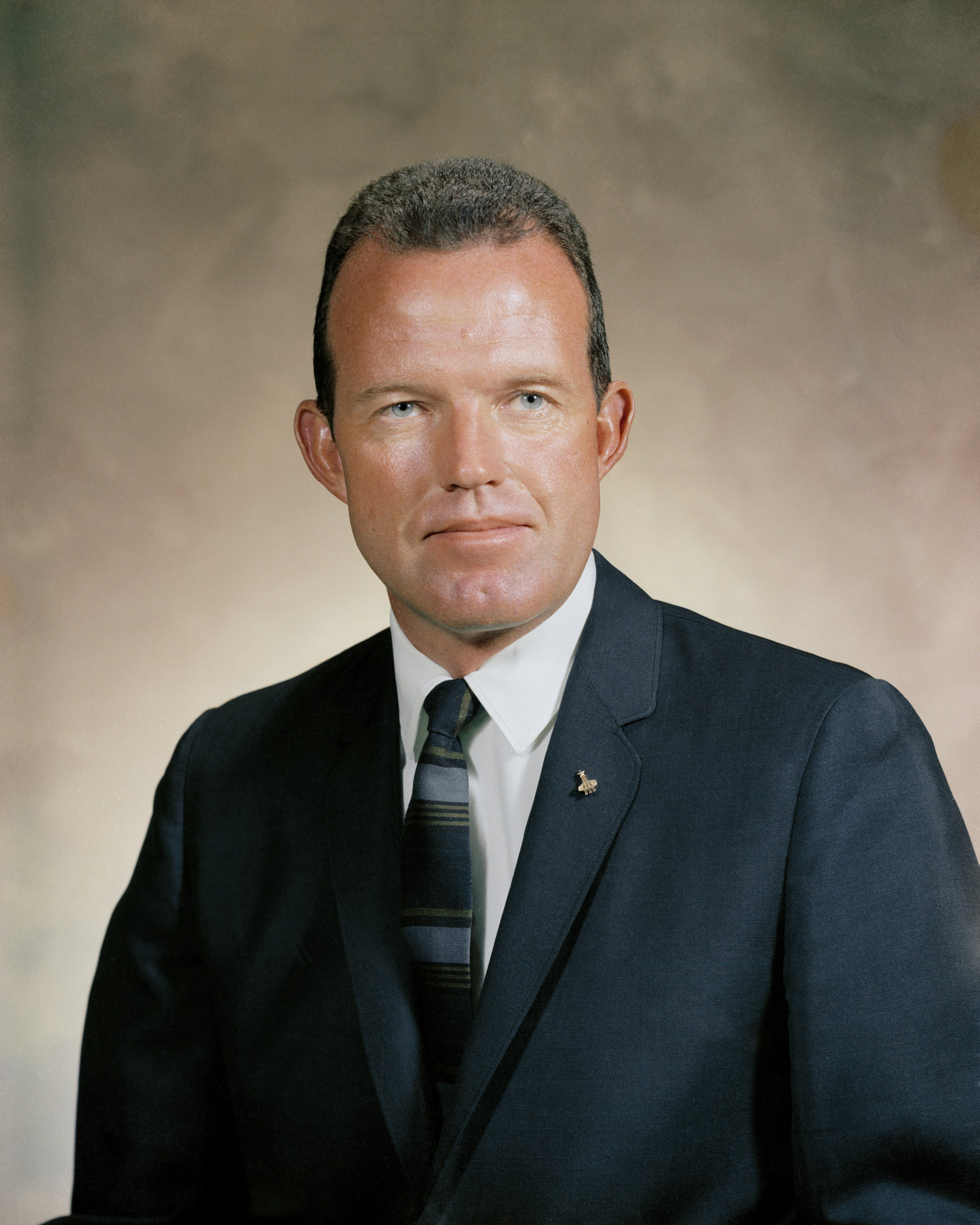
고든 쿠퍼

리로이 고든 쿠퍼 주니어(Leroy Gordon Cooper Jr., 1927년 3월 6일~2004년 10월 4일)는 미국의 항공 엔지니어, 테스트 파일럿, 미국 공군 파일럿, 우주비행사다. 머큐리 계획에 참가한 머큐리 세븐 중 최연소자였다. 오클라호마주 포타와토미군 쇼니에서 태어나 제2차 세계 대전 도중 미국 해병대에서 군복무를 한 후 1949년 미국 공군 소속으로 변경되었다. 전투기 조종사로 복무한 후 1956년 테스트 파일럿이 되었고, 1959년 우주 비행사로 뽑혔다.
1963년 3월 15일 페이스 7호에 탑승하여 우주 비행을 했다. 페이스 7호의 우주 비행은 미국인으로서는 최초로 만 24시간 동안 우주 비행을 한 것이었다. 이후 제미니 5호에도 탑승함으로써 우주 비행을 두 번 다녀온 첫 우주인이 됐다. 동승한 피터 콘래드와 더불어 쿠퍼는 만 8일에 조금 못 미치는 190시간 56분 동안 5,331,745km를 비행했는데, 이를 통해 지구에서 달을 갔다가 돌아오는 시간만큼 우주 비행사가 생존할 수 있음이 증명됐다.